# Enteignungsgleicher Eingriff
Der enteignungsgleiche Eingriff ist ein Institut des deutschen Staatshaftungsrechts. Gerichtet ist der Anspruch aus enteignungsgleichem Eingriff auf die Entschädigung für Eigentumsverletzungen durch rechtswidrige hoheitliche Eingriffe.
Zu unterscheiden ist der enteignungsgleiche Eingriff von der Enteignung, vom enteignenden Eingriff und den grundgesetzlichen Inhalts- und Schrankenbestimmungen.

## Herleitung
Der enteignungsgleiche Eingriff wurde vom Bundesgerichtshof 1952 erstmals im Wege der Rechtsfortbildung aus Art. 14 GG angewandt. Eine gesetzliche Normierung ist bis heute nicht vorhanden, vielmehr basiert das Rechtsinstitut auch weiterhin auf richterlicher Rechtsbildung. Aktuell wird der enteignungsgleiche Eingriff aus der gewohnheitsrechtlichen Fortgeltung des Aufopferungsentschädigungsanspruch (§§ 74, 75 Einleitung PrALR) hergeleitet, findet seine Wurzeln aber auch weiterhin im Eigentumsschutz aus Art. 14 GG.
Durch das Institut des enteignungsgleichen Eingriffs soll die Haftungslücke geschlossen werden, die sich aus rechtswidrig-schuldlosem Handeln ergibt, wobei diese Begründung nicht unumstritten ist. Die Ansprüche aus Eigentumsverletzung aufgrund rechtswidrigen hoheitlichen Handelns können nicht im Wege des Amtshaftungsanspruchs gemäß § 839 BGB, Art. 34 GG geltend gemacht werden, da es an einem Verschulden des handelnden Hoheitsträgers fehlt. Bei rechtswidrig-schuldhaftem Handeln wird jedoch der Anspruch aus enteignungsgleichem Eingriff nicht vom Amtshaftungsanspruch verdrängt, sondern steht neben diesem als Anspruchsgrundlage zur Verfügung.
Schutzgut des enteignungsgleichen Eingriffs sind die durch Art. 14 Abs. 1 GG und Art. 2 Abs. 2 GG geschützten Rechtsgüter der betroffenen Grundrechtsträger.

## Anwendungsbereich
Der Anwendungsbereich für Entschädigungen wegen enteignungsgleichen Eingriffs ist eng zugeschnitten. Voraussetzung ist dabei, dass der erlittene Schaden des vom Eingriff Betroffenen nicht durch verwaltungsgerichtliche Maßnahmen abwendbar ist (Vorrang des Primärrechtsschutzes). Das bedeutet, dass Ansprüche aus dem Rechtsinstitut nicht in Betracht kommen, wenn das staatliche Handeln einen gezielten Eingriff ohne gesetzliche Grundlage oder Entschädigungsregelung vorsieht; Raum besteht nur bei nicht gezielten Eingriffen.
Der enteignungsgleiche Eingriff kommt innerhalb dieser Rahmenkonstellation dann zur Anwendung, wenn die Verwaltung ein formell verfassungsgemäßes Gesetz rechtswidrig vollzieht und dabei Eigentum beeinträchtigt. Dies kann durch Verkennen der Tatbestandsvoraussetzungen für Eingriffsermächtigungen geschehen, ebenso aber durch fehlerhafte Ermessensausübung. Beispielhaft für den rechtswidrigen Vollzug eines verfassungsgemäßen Gesetzes ist beispielsweise die Verzögerung der Erteilung einer Baugenehmigung, die auf Grundlage des Bebauungsplans durch die Bauverwaltung schlicht zu erteilen ist. 
Enteignungsgleiche Eingriffe finden zudem Anwendung, wenn der Verwaltung Eigentumsverletzungen durch schlichtes (rechtswidriges) Verwaltungshandeln in Gestalt von Realakten angelastet werden können. So entschied der Bundesgerichtshof, dass für Schäden die im Rahmen eines Bundeswehrmanövers entstanden sind, Entschädigung zu leisten war. Die Abhaltung des Manövers war ebenso wie die dabei erfolgten Schießübungen (Schießen mit Kanonen) unbeanstandbar und rechtmäßig, der dabei entstandene Schaden jedoch als rechtswidriges hoheitliches Handeln zu beurteilen. Der enteignungsgleiche Eingriff wurde als Anspruchsgrundlage zur Entschädigung herangezogen, weil anderweitige spezial- beziehungsweise gewohnheitsrechtliche Aufopferungsansprüche nicht ersichtlich waren. Auch im Falle feindlichen Grüns, also einem gleichzeitigen Grünzeichen für sich kreuzende Straßen, hat der Bundesgerichtshof einen Entschädigungsanspruch aus enteignungsgleichem Eingriff anerkannt.
Typischerweise wird der enteignungsgleiche Eingriff auch beim sogenannten normativen Unrecht (rechtswidriger Erlass untergesetzlicher Normen) angewandt. Eine Haftung für legislatives Unrecht (rechtswidrige Parlamentsgesetze) lehnt der Bundesgerichtshof dagegen ab, weil die Ausgestaltungskompetenz (im Rahmen des Gewaltenteilungsgrundsatzes) dem Gesetzgeber unterliege.

## Anspruchsgrundlage und deren Voraussetzungen
Als Anspruchsgrundlage kommen grundsätzlich spezialgesetzliche Entschädigungsregelungen in analoger Anwendung in Betracht. Subsidiär greifen gewohnheitsrechtliche Ansprüche auf Grundlage der Aufopferungsgrundsätze. Für eine Geltendmachung von Eigentumsbeeinträchtigungen im Rahmen des enteignungsgleichen Eingriffs müssen folgende Tatbestandsmerkmale vorliegen:

### Eingriff in ein vermögenswertes Recht im Sinne des Art. 14 Abs. 1 GG
Der enteignungsgleiche Eingriff kommt nicht nur dann zum Tragen, wenn das Eigentum in seiner Substanz verletzt wurde, sondern immer dann, wenn eine durch Art. 14 Abs. 1 GG geschützte Rechtsposition betroffen wird.

### Hoheitliche Maßnahme
Ferner muss diese Beeinträchtigung durch eine rechtswidrige hoheitliche Maßnahme bewirkt worden sein. Vorwiegend werden hoheitliche Maßnahmen durch Verwaltungsakt vollzogen. Greift die Verwaltung mittels rechtswidrigen Verwaltungsakt in das Eigentum ein, handelt es sich nicht um einen Fall der Administrativenteignung nach Art. 14 Abs. 3 S. 2 Alt. 2 GG, der gegebenenfalls über die Junktimklausel zu entschädigen wäre. Daneben können reine (rechtswidrige) Realakte Ansprüche aus enteignungsgleichem Eingriff auslösen. Bloßes Unterlassen reicht dagegen grundsätzlich nicht aus, um einen Anspruch aus enteignungsgleichen Eingriff zu begründen. Ausnahmsweise wird dies dennoch angenommen, wenn es sich um ein sogenanntes qualifiziertes Unterlassen handelt. Das ist regelmäßig dann der Fall, wenn dem Bürger ein Recht auf das Handeln zusteht und dieses von der Behörde nicht gewährt wird, wie im Falle von rechtswidrig versagten oder mit großer Verzögerung erteilten Baugenehmigungen. Auch der Erlass untergesetzlicher Normen ist als hoheitliche Handlung in diesem Sinne zu verstehen. Rechtswidrige Parlamentsgesetze lösen (wie bereits beschrieben) keinen Entschädigungsanspruch aus.

### Unmittelbarkeit
Die Wirkung des Eingriffs muss sich als unmittelbare Folge aus der hoheitlichen Maßnahme ergeben. Nach Ansicht des Bundesgerichtshofes genügt dafür allerdings keine allein kausale und zurechenbare Verbindung zwischen der hoheitlichen Maßnahme und der Beeinträchtigung, vielmehr wird ein zusätzlicher wertender Faktor gefordert, ein „innerer Zusammenhang“, weshalb eine „wertende Zurechnung der Schadensfolgen nach Verantwortungs- und Risikobereichen“ zu ermitteln ist. Es stellt sich mithin die zu überprüfende Frage, ob sich in der Eingriffsfolge der Beeinträchtigung das durch den handelnden Hoheitsträger konkret gesetzte Risiko realisiert hat. Dies ist zwar abstrakt über Fallgruppen der Zurechnung konkretisierbar, ist aber im Einzelfall schwer zu bestimmen.

### Sonderopfer
Für den Betroffenen muss sich die beeinträchtigende Wirkung des Eingriffs in sein Eigentum als Sonderopfer darstellen. Dies wird nach allgemeiner Auffassung bereits durch die Rechtswidrigkeit der Maßnahme indiziert und ist deshalb zumeist unproblematisch.

### Subsidiarität
Ansprüche aus enteignungsgleichem Eingriff unterliegen grundsätzlicher Subsidiarität. Das Bundesverfassungsgericht hatte das in seinem sogenannten Nassauskiesungsbeschluss aus dem Jahr 1981 nochmals durch den Hinweis klargestellt, dass der Geschädigte vorab stets zu versuchen hat, Primärrechtsschutz zur Schadensabwehr zu erlangen. Dies kann andererseits nur dann uneingeschränkt gelten, wenn der Primärrechtsschutz überhaupt möglich und dem Geschädigten zumutbar ist.

## Rechtsfolge
Die Rechtsfolgen werden aus dem Enteignungsrecht hergeleitet. Es sind die gleichen schadensrechtlichen Voraussetzungen wie im Zivilrecht zu prüfen, insbesondere Mitverschulden im Sinne von § 254 BGB. Ausgenommen sind nach ständiger Rechtsprechung Schmerzensgeldansprüche. Anspruchskonkurrenz besteht zu den Amtshaftungsansprüchen aus § 839 Bürgerliches Gesetzbuch (BGB) in Verbindung mit Art. 34 Grundgesetz (GG). Nebeneinander sind sie denkbar bei rechtswidrigen schuldhaften Eingriffen aus schlichtem Verwaltungshandeln.

## Prozessuales
Der Anspruch wird gemäß § 40 Abs. 2 S. 1 Hs. 2 VwGO vor den Zivilgerichten geltend gemacht. Teilweise wird dies in der Literatur bestritten.